# Коновалова, Галина Львовна
Галина Львовна Коновалова (19 июля [1 августа] 1916, Баку — 21 сентября 2014, Москва) — советская и российская театральная актриса. Заслуженная артистка РФ (1996).

## Биография
Родилась 19 июля [1 августа] 1916 года в Баку. В семилетнем возрасте переехала с родителями и старшей сестрой в Москву. Сразу по приезде была принята в первый класс школы на Мясницкой улице; сестра пошла в третий класс той же школы.
В 1934 году поступила в театральное училище при театре имени Е. Б. Вахтангова (курс В. К. Львовой). В 1938 году была принята в труппу этого театра.
В 2008 году была издана книга воспоминаний Галины Коноваловой «Это было недавно, это было давно…»
Вела рубрику «Легенда сцены» журнала «Театрал». На основе глав из этой рубрики в 2014 году выпустила книгу «Вахтанговские легенды».
В театре играла небольшие роли. С ноября 2011 года играла в спектакле «Пристань» в новелле «Благосклонное участие» бывшую артистку императорских театров. Эта роль была отмечена несколькими театральными премиями.

У меня полный ящик рецензий в связи со спектаклем «Пристань». Там я блеснула, без ложной скромности могу это сказать. В 97 лет блеснула… Сейчас вот худруком в Вахтанговский пришёл иностранец, красавец Римас Туминас и увидел во мне артистку. В спектакле «Пристань» у меня случился успех. И нет никакой актёрской зависти, что само по себе явление крайне редкое.
Когда сыграла первый прогон, помню, ко мне бежит Серёжка Маковецкий и такие слова говорит, что повторять просто стыдно. Так хвалил, что я едва не поверила в свою гениальность (смеётся).
Сейчас в театре я окружена в театре таким вниманием, что самой страшно становится. Думаю, уважение к возрасту — что в таком возрасте я ещё шевелю ногами и мозги сохранила.

Сейчас «Пристань» срывает аплодисменты и крики «браво», и я шалею, и не понимаю, что́ я там такого сделала, чтобы меня так принимать.— Галина Коновалова, из интервью «Российской газете», 7 декабря 2012

Галина Львовна Коновалова умерла 21 сентября 2014 года в Москве на 99-м году жизни. Похоронена рядом с мужем на Ваганьковском кладбище (участок № 23).
25 октября 2016 года на Новой сцене Вахтанговского театра прошёл вечер, посвящённый 100-летию Галины Львовны Коноваловой. О её мудрости, о таланте, о доброте, об остроумии, о писательском даровании, о щедрости, о стремлении помогать людям говорили Римас Туминас, Людмила Максакова, Алексей Кузнецов, Сергей Маковецкий, Владимир Вдовиченков, Елена Сотникова, Юрий Красков, Олег Лопухов, Максим Суханов. С экрана раздавался голос самой Галины Львовны.

### Семья
По воспоминаниям Г. Л. Коноваловой, во время Первой мировой войны её мать, жившая «в каком-то белорусском селе, каким-то чудом добралась до города Баку». В Баку она «сразу примкнула к революционному движению бакинского подполья, сдружилась там со многими видными революционерами (Шаумяном, Джапаридзе, Енукидзе и даже самим Сталиным. Впрочем, тогда, по её рассказам — вполне рядовым, по прозвищу Коба)».
- муж — актёр театра Вахтангова Владимир Иванович Осенев, народный артист РСФСР (1908—1977).
- дочь — Елена (род. 1940).

## Награды и премии
- медаль «За доблестный труд в Великой Отечественной войне 1941—1945 гг.» (1948).
- орден «Знак Почёта» (1986).
- орден Дружбы (2011).
- заслуженная артистка РФ (1996).
- премия «Хрустальная Турандот» в номинации «За долголетнее и доблестное служение театру» (2012).
- театральная премия «МК», «Мэтры», сезон 2011/2012 (роль — бывшая актриса императорских театров в отрывке «Благосклонное участие» И. Бунина — спектакль «Пристань») (2012).
- премия «Звезда Театрала» в номинации «Лучшая женская роль» (спектакль «Пристань») (2012)[8].

## Творчество

### Работы в театре
- 1944 — «Мадемуазель Нитуш» Ф. Эрве — Адриена Лекуврер
- 1954 — «Чайка» А. П. Чехова — горничная
- 1956 — «Ромео и Джульетта» Шекспира — служанка Капулетти
- 1957 — «Две сестры» Ф. Ф. Кнорре — Сима
- 1960 — «Дамы и гусары» А. Фредро — Зузя
- 1966 — «Конармия» по И. Э. Бабелю — баба
- 1966 — «Золушка» Е. Л. Шварца — гостья
- 1968 — «Дети солнца» М. Горького — Авдотья
- 1970 — «Артём» — Даша
- 1974 — «Из жизни деловой женщины» А. Б. Гребнева — Ольга Яковлевна
- 1975 — «Господа Глембаи» М. Крлежи — Анита
- 1975 — «Фронт» А. Е. Корнейчука — крестьянка
- 1976 — «Самая счастливая» — медсестра
- 1979 — «Великая магия» — сеньора Марино
- 1979 — «Тринадцатый председатель» А. Х. Абдуллина — судебный заседатель
- 1981 — «Мистерия Буфф» В. В. Маяковского — ткачиха
- 1983 — «Анна Каренина» по роману Л. Н. Толстого — княгиня Мягкая
- 1990 — «Уроки мастера» Д. Паунелла — сержант
- 1996 — «Пиковая дама» А. С. Пушкина — первая старая горничная
- 2001 — «Сирано де Бержерак» Э. Ростана — дуэнья, сестра Марта
- 2003 — «Лир» Шекспира — Самаэль, ангел смерти
- 2009 — «Дядя Ваня» А. П. Чехова — Марина, няня
- 2011 — «Пристань» (Благосклонное участие) — бывшая артистка императорских театров
- 2013 — «Евгений Онегин» А. С. Пушкина — московская кузина
- «Обычное дело» — мамаша
- «Соломенная шляпка» Э. Лабиша — Аспазия
- «Интервенция» Л. И. Славина — Санька
- «Много шуму из ничего» Шекспира — Урсула
- «Свадебное путешествие» — Ольга
- «Синий платочек» — Зоя
- «Не в свои сани не садись» А. Н. Островского — Анна Антоновна Маломальская
- «Игра в каникулы» — Агнеш
- «Дела давно минувших дней» — вторая пожилая дама
- «Про Ивана-Не-Великана» — Часы Золотые Стрелки
- «Контакт» — нервная дама
- «Правда памяти» — Лиходед
- «Господа Глембаи» — старая дама
- 1984 — «И дольше века длится день» Ч. Т. Айтматова — старуха
- «Кабинетная история» — тёща
- «Пух! Пух! Пух!» — Тигра
- «Али-Баба и сорок разбойников» — Зейнаб

### Фильмография
1. 1967 — Курьер Кремля (телеспектакль) — дама
2. 1975 — Конармия (телеспектакль) — эпизод
3. 1980 — Великая магия (телеспектакль) — синьора Марино
4. 1987 — Тринадцатый председатель (телеспектакль) — первый заседатель
5. 2002 — Линия защиты (11-я серия «Наезд») — Маргарита Михайловна Морозова, свидетельница
6. 2004 — Долгое прощание — актриса театра
7. 2010 — Дядя Ваня (телеспектакль) — Марина, няня
8. 2011 — Пристань (эпизод «Благосклонное участие») (телеспектакль) — бывшая артистка императорских театров
9. 2015 — Гудение шмеля (короткометражный фильм) — мечтательница